# Migas toddae
Migas toddae är en spindelart som beskrevs av Wilton 1968. Migas toddae ingår i släktet Migas och familjen Migidae. Inga underarter finns listade i Catalogue of Life.